# سایوز تی۱
سایوز-تی۱ (به روسی: Союз )(به معنای اتحاد) نخستین مأموریت آزمایشی بدون سرنشین فضاپیمای جدید سایوزT سازمان فضایی شوروی به مقصد ایستگاه فضایی سالیوت۶ بود. علاوه بر آزمایش عملکردی، سایوز تی۱ وظیفه داشت با استفاده از پشیران های خود موقعیت سالیوت۶ را در مدار مناسب تثبیت کند.